# 宋共公
宋共公（？—前576年），子姓，名瑕，宋文公之子。其間執政大夫華元專國，宋共公瑕為避水患，將國都由河南睢陽（商丘南方）遷至相城。宋共公娶魯宣公女、魯成公之妹伯姬為妻，由魯國大夫季孫行父護送伯姬來相城完婚。魯襄公三十年五月甲午，相城宮室大火，下屬欲救伯姬出宮避難，伯姬卻說：「吾聞婦人夜出，不見傅母不下堂。」於是伯姬亡於火中，死後隨夫諡，稱宋共姬（《琴苑要錄》）。
宋共公死後，世襲司馬荡泽（宋襄公弟公子荡的曾孙）作乱，杀死太子肥。荡氏被華元诛灭，荡泽被杀，族人逃到楚国。
| 前任： 父宋文公 | 宋国君主 前588年—前576年 | 繼任： 子宋平公 |